# Parapelecopsis mediocris
Parapelecopsis mediocris là một loài nhện trong họ Linyphiidae.
Loài này thuộc chi Parapelecopsis. Parapelecopsis mediocris được Wladislaus Kulczynski miêu tả năm 1899.